# Antonio Paradiso (Fussballspieler)
Antonio Paradiso (* 27. Mai 1965) ist ein ehemaliger Schweizer Fussballspieler und heutiger Fussballtrainer.

## Karriere
Paradiso spielte insgesamt 11 Pflichtspiele (Meisterschaft, Schweizer-Cup, Europapokal) für den FC Zürich. Dabei gelang ihm jedoch kein Tor. Er stand in der Startelf des FC Glarus, als dieser im NLB-Spiel am 13. August 1988 (Saison 1988/89) den FC Basel im Stadion St. Jakob mit 1:2 besiegte.

## Privates
Seine Eltern wanderten im Jahr 1956 in die Schweiz ein. Er hat eine Frau und zwei Söhne und wohnt mit ihnen in Niederurnen (Gemeinde Glarus Nord). Er arbeitet inzwischen als Angestellter für die Raiffeisenbank Glarnerland. Paradiso ist gelernter Schreiner und war insgesamt 9 Jahre lang Profi-Fussballer. 